# Амиров, Мавлет Амирович
Мавлет Амирович Амиров (род. 7 августа 1996 года) — российский боец смешанных единоборств, представитель полулёгкой весовой категории. Выступает на профессиональном уровне с 2015 года. Воспитанник заслуженного тренера России — Абдулманапа Нурмагомедова.

## Спортивные достижения
- Чемпионат Дагестана по ММА — ;
- Чемпионат Дагестана по панкратиону — ;
- Мастер спорта по вольной борьбе[1][2].

## Статистика ММА
| Боёв 13         | Побед 9 | Поражений 3 |
| --------------- | ------- | ----------- |
| Нокаутом        | 6       | 1           |
| Сдачей          | 0       | 0           |
| Решением        | 3       | 2           |
| Ничьи           | 1       | 1           |
| Не состоявшихся | 0       | 0           |

| Результат | Рекорд | Соперник            | Способ                                    | Турнир                                             | Дата            | Раунд | Время | Место                   | Примечание        |
| --------- | ------ | ------------------- | ----------------------------------------- | -------------------------------------------------- | --------------- | ----- | ----- | ----------------------- | ----------------- |
| Поражение | 9-3    | Бахтияр Оразгелдыев | Техническим нокаутом (удары)              | Eagle FC 48 - Naiza FC 41                          | 16 июля 2022    | 2     | 4:41  | Актау, Казахстан        |                   |
| Ничья     | 9-2-1  | Юсуп-Хаджи Зубариев | Ничья (отменен)                           | Eagle FC 39: Гусейнов - Сантос                     | 22 августа 2021 | 3     | 5:00  | Нижний-Новгород, Россия |                   |
| Поражение | 9-2    | Али Дикаев          | Решением (большинством судейских голосов) | GFC 29 Gorilla Fighting 29                         | 16 октября 2020 | 3     | 5:00  | Самара, Россия          |                   |
| Победа    | 9-1    | Хушбакт Шарифов     | Техническим нокаутом (удары)              | FCA - World Fight League 4                         | 23 ноября 2019  | 2     | 0:00  | Махачкала, Россия       |                   |
| Поражение | 8-1    | Магомед Акаев       | Решением (единогласным)                   | Battle Promotion - Battle 3                        | 18 августа 2019 | 3     | 5:00  | Каспийск, Россия        |                   |
| Победа    | 8-0    | Шамиль Гаджибеков   | Решением (единогласным)                   | Battle Promotion - Battle 1                        | 3 марта 2019    | 3     | 5:00  | Дербент, Россия         |                   |
| Победа    | 7-0    | Эдуард Дюков        | Техническим нокаутом (удары)              | Draka MMA - Oracul Fight 3                         | 2 ноября 2018   | 1     | 1:40  | Хабаровск, Россия       |                   |
| Победа    | 6-0    | Даниил Колесников   | Техническим нокаутом (удары)              | Draka MMA - Oracul Fight                           | 8 декабря 2017  | 1     | 1:24  | Краснодар, Россия       |                   |
| Победа    | 5-0    | Юрий Савенко        | Техническим нокаутом (удары)              | Draka MMA - Oracul Fight                           | 14 апреля 2017  | 1     | 0:20  | Краснодар, Россия       |                   |
| Победа    | 4-0    | Ахмед Исаев         | Решением (единогласным)                   | Tambov MMA Federation - Warrior's Way 2016         | 10 декабря 2016 | 2     | 5:00  | Тамбов, Россия          |                   |
| Победа    | 3-0    | Зинат Аюбов         | Техническим нокаутом (удары)              | Tolyatti MMA - Grand Prix: Battle of the Strongest | 4 сентября 2015 | 2     | 0:00  | Тольятти, Россия        |                   |
| Победа    | 2-0    | Максим Арзамасцев   | Решением (единогласным)                   | Tolyatti MMA - Grand Prix: Battle of the Strongest | 4 сентября 2015 | 2     | 5:00  | Тольятти, Россия        |                   |
| Победа    | 1-0    | Файзутдин Рагимов   | Техническим нокаутом (удары)              | Tolyatti MMA - Grand Prix: Battle of the Strongest | 4 сентября 2015 | 1     | 2:20  | Тольятти, Россия        | Дебют в проф. ММА |